# 近江兄弟社中学校・高等学校
近江兄弟社中学校・高等学校（おうみきょうだいしゃちゅうがっこう・こうとうがっこう、英: Omi Brotherhood Junior & Senior High School、は、滋賀県近江八幡市に所在するプロテスタント系キリスト教主義の私立中学校・高等学校である。英語表記は「obs」。設置者は近江兄弟社グループに属する学校法人ヴォーリズ学園で、学園はウィリアム・メレル・ヴォーリズと華族の子爵令嬢で教育者の一柳満喜子によって創立された。

## 概要

### 略歴
全体の沿革は学校法人ヴォーリズ学園を参照。
1907年（明治40年）にヴォーリズが設立した「八幡英語学校」や満喜子が1920年（大正9年）に開始した子どもへの教育事業「ブレイグラウンド」（後の幼稚園）などの教育活動や精神を受け継ぎ、中等教育の門戸を広げる目的で同校の前身となる女学校を1933年（昭和8年）に開校。しばらくして校名を近江兄弟社女学校（のちの近江兄弟社高等女学校）とした。
中学・高校、男女共に制服はブレザースタイルである。
同学園の中学校と高等学校は、1983年から再び合同運営になり、中高一貫教育が開始され、中高一貫コース（Hクラス）が設置される。1984年に高等学校に「特進コース」を新設し、改めて普通（I類）コース、特進（II類）コース及び中高一貫（III類）コースの3コース制に再編される。現在でも近江兄弟社中学校から近江兄弟社高等学校へ進学する者が最多数である。

### 校風
全国で第二次世界大戦後初めて海外への修学旅行を実施するなど、中高通じて国際人教育や英語教育に熱心な学校として知られる。渋沢栄一発案の「青い目の人形」寄贈事業にヴォーリズが協力するなど、日米友好や国際交流の歴史も長く、現在も様々な交流事業が継続されており、帰国子女を受け入れているほか、世界中に20校以上の姉妹校・提携校を持つ。校歌が英語の歌詞で、受験一辺倒に偏らない学究の校風も伝統的に息づく。

## コース
中学校
1年間を5期に区分した「5term」制を導入している。
高等学校
- 全日制国際コミュニケーション科
  - 国際コミュニケーションクラス（International Communication Class:ICC）
- 全日制普通科
  - 学年制課程アーツサイエンスクラス（Arts Science Class:ASC）
  - 学年制課程グローバルクラス（Global Class:GLC）

グローバルクラスは、2年進級時には編入試験に合格することでアーツサイエンスクラスへの編入が可能である。それに対し、国際コミュニケーションクラス・アーツサイエンスクラスは3年間一貫のコースである。
高校は前期と後期の2期制を導入している。
- 単位制課程ヒューマンネイチャークラス（Human Nature Class:HNC）

## 年間行事
中学校
入学式、新入生オリエンテーション合宿、新入生歓迎体育祭、花の日礼拝、英語暗唱大会、平和礼拝、文化祭、クリスマス礼拝、2年生沖縄研修旅行、1年生スキー合宿
- 修学旅行としては「沖縄研修旅行」があり、平和学習を中心に4泊5日の研修旅行[19]。

高等学校
入学式、新入生オリエンテーション研修（一泊）、高大連携公開講座（リベラルアーツ講座）、花の日礼拝、虹隣祭、平和礼拝、ICCサマープログラム、学園創立記念式、学部学科セミナー、ヴォーリズデー、創立者記念礼拝、2年生研修旅行、1年生大学訪問、クリスマス礼拝、八幡学（VH/Vories Hour）、卒業記念礼拝、卒業式
- 体育祭や文化祭は、生徒から虹隣祭(こうりんさい)と呼ばれ[26]、６月下旬から７月にかけて行われる。日程は、体育祭が1日、文化祭が2日かけて行われ、体育祭は竜王ドラゴンハットで、文化祭は教室で行われる参加型の出し物や合唱、演劇、模擬店などがおこなわれる。[27]しかし、2020年、2021年と新型コロナウイルス感染症の影響のため2020年は体育祭と文化部の発表のみ、2021年は体育祭と組ごとにパネルを作り壁画アートを作る、文化部の発表のみだった[28][29]。2022年から体育祭では団アピールが復活し、文化祭でもクラスの出し物や演劇、合唱が復活した[30]。運営は生徒会執行部が主体となり半年前から企画する(生徒会執行部 2022年度年間活動予定より引用※その他の学校内情報等も含むため、インターネット上の公開はしていない[出典無効]。)。準備期間はおよそ１週間[27]
- 研修旅行は、行き先をアジア諸国の8カ所（北京、韓国、南京、香港、台湾、タイ、シンガポール、マレーシア）(アーツサイエンスクラスは南京・シンガポール・タイ・香港、グローバルクラスは台湾・マレーシア・韓国)から個人の希望に合わせて行く分散型海外研修旅行をとっている[31]。また、国際コミュニケーション科ではオーストラリアへ2週間、単位制課程では台湾と、行き先は固定されている。[31]

2020年から2021年は新型コロナウイルス感染症の影響のため上記の海外への研修旅行は中止となり、国内への研修旅行に変更になった。2020年の行き先はUSJや淡路島、和歌山等に変更された。2021年は秋に、ASCが軽井沢、松本,GLCが熊本、大分,HNCが広島であった。ICCは、東映太秦映画村、ナガシマスパーランドへ行き先が変更された。
2022年はASCが東京と筑波、GLCが北海道、HNCは沖縄、ICCのみ海外のオーストラリアへ研修旅行を実施した。ASC、GLC、ICC各クラスの滞在地に特に決まりはない。

## 進学実績
中学校
併設の近江兄弟社高等学校への内部進学制度はないが、毎年卒業生の半数程度が同高校へ進学 をしているほか、膳所高等学校、彦根東高等学校等へ進学する者もいる。
高等学校
同志社大学との「キリスト教主義教育連携協定」 や関西学院大学との「連携協定」とともに、両大学や東京の有名私大などを含んだ「キリスト教学校教育同盟校」、立命館大学、龍谷大学とは「高大連携協定」 を結んでいる。創立者のウィリアム・メレル・ヴォーリズが同志社大学や関西学院大学、神戸女学院大学をはじめとしたミッション系大学の校舎を多く建築している。また、同志社カレッジソングの作詞作曲を手掛けるなど、建築以外の交流もある。
同志社大学への指定校推薦があり、サンデー毎日などで発表される同校の一般入試合格者の数よりも、実際には多くの生徒が同志社大学へ進学している。また、関西学院大学との指定校推薦の関係で合格者が県内トップになる年もある。同時に関西大学、立命館大学などにも指定校推薦枠を持ち、関西のみならず、国際基督教大学や青山学院大学、立教大学、明治学院大学など、東京の私立大学への指定校推薦枠を文系学部を中心に持つ。一方、京都大学をはじめとした旧帝国大学クラスや早慶、カトリック系の上智大学のほか、海外の大学に進学する卒業生もいる。

## クラブ活動（高等学校）
硬式野球部、バレーボール、ハンドボール、バスケットボール、卓球、陸上、バドミントン、柔道、新体操、サッカー、硬式テニス、弓道、剣道、ダンス同好会、水泳、スキー、吹奏楽、英語ディベート、合唱、美術、演劇、写真、書道、SHIBIC聖書研究会、茶道、華道、調理、箏曲、国際交流、インターアクト、コンピューター同好会、文芸同好会、ハンドベル同好会

太字は推薦対象クラブ

### 生徒会
生徒会執行部
五役(生徒会長、副会長(2)、書記、財務は後期生徒総会で選挙によって決められる。)
|                    | 初出場の年 | 出場回数 | 備考                                                   |
| ------------------ | ---------- | -------- | ------------------------------------------------------ |
| 弓道部             | 1988年     | 4        | 全国高等学校弓道選抜大会、6位（2008年）、7位（2016年） |
| バレーボール部     | 1992年     | 16       | 全日本バレーボール高等学校選手権大会                   |
| 硬式野球部         | 1993年     | 1        | 全国高等学校野球選手権大会                             |
| バドミントン部     | 1994年     | 1        |                                                        |
| ハンドボール部     | 2010年     | 9        |                                                        |
| 英語ディベート部   | 2010年     | 9        | 5位（2015年）、3位（2016年、2017年）                   |
| バスケットボール部 | 2016年     | 4        | 全国高等学校バスケットボール選手権大会                 |
| 卓球部             | 2017年     | 1        |                                                        |
| 新体操部           | 2017年     | 3        |                                                        |
| 陸上部             | 2018年     | 1        |                                                        |

### その他
- 第7回全国高等学校クイズ選手権（1987年（昭和62年））滋賀県代表校[56]。
- 全国高校生英語ディベート全国大会では入賞者[57]を輩出している[58]。滋賀県代表校の常連[59]。

## 施設

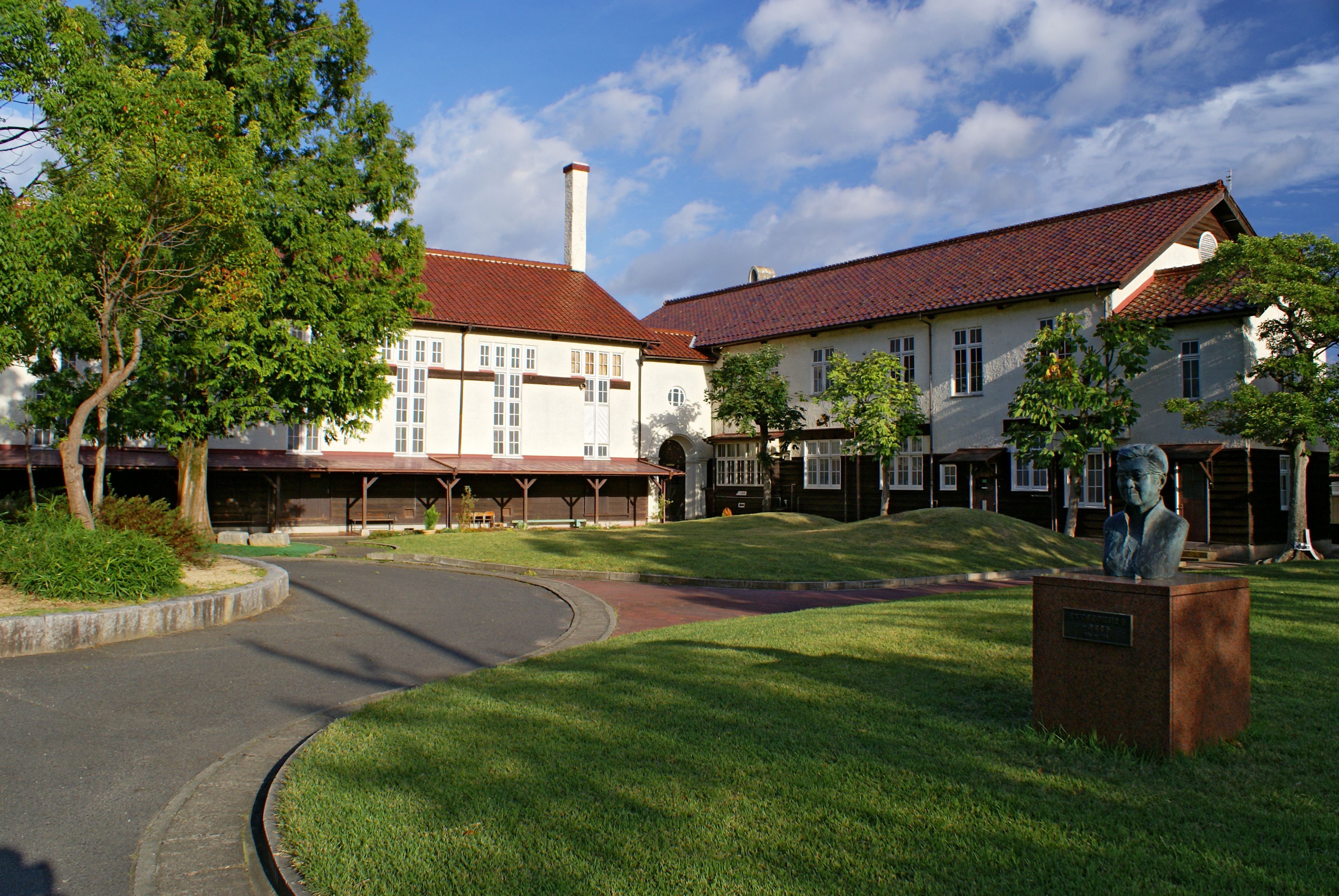
教育会館とハイド記念館

スパニッシュ・ミッション様式の中学校校舎は学園本館を兼ねており、5階建ての最上階の「ヴォーリズ平和礼拝堂」は、中学校を中心として礼拝などの宗教行事に使われているほか、さまざまなイベントに一般公開もされている。
中学校・高等学校の校舎と隣接して、前庭が広がり、1931年（昭和6年）落成のハイド記念館・教育会館（国の登録有形文化財）が建つ。戦前からの歴史を持つ キャンパスの美しさと雰囲気からパナソニックの広告 や、映画「偉大なる、しゅららぼん」のロケに使用された。教育会館では、1937年（昭和12年）に来日したヘレン・ケラーが講演を行い、1952年（昭和27年）には古関裕而の演奏会 も行われた。ハイド記念館・教育会館側の校門を出ると、ヴォーリズの自邸として使用され、三笠宮崇仁親王や常陸宮正仁親王も訪れた ヴォーリズ記念館が建つ。

## 国際交流

### 交換留学制度
アジア各国・イギリス、アメリカ・オーストラリアといった国の学生との、短期（2週間）～長期（12ヶ月）の交換留学制度がある。現在までに1,500名近くの生徒が留学し、2,000名程の留学生を受け入れている。
| （出典） - 昌原南高等学校 韓国・昌原市 - 江蘇省蘇州中学 中国・蘇州市 - Rung Aroon School タイ王国 - 淡江高級中学（中国語: 淡江高級中学） 台湾・新北市 - 私立長栄高級中学 台湾・台南市 - Wesley Methodist School マレーシア - Woodbridge School イギリス - Grand Rapids Christian High School アメリカ・ミシガン州 - Village Christian Schools アメリカ・カリフォルニア州 - Traverse City Area Public Schools アメリカ・ミシガン州 - John Paul College オーストラリア・クイーンズランド州 - St. Patrick's Coolege オーストラリア・クイーンズランド州 - Citipointe Christian College オーストラリア・クイーンズランド州 - Bethlehem College ニュージーランド | （出典） - 蘇州大学付属中学（中国語: 苏州大学） 中国・蘇州市 - 南京外国語学校 中国・南京市 - 香港九龍華仁書院（中国語: 九龍華仁書院） 香港・九龍 - 聖士提反書院（中国語: 聖士提反書院） 香港 - 台北市立明倫高級中学 台湾・台北市 - 私立衛理女子高級中学 台湾・台北市 - St. Andrews Jr. College シンガポール - コロラドカレッジ アメリカ・コロラド州 - セントジョンズベリーアカデミー アメリカ・バーモント州 - Ferny Grove State High School オーストラリア・ブリスベン - Chapman College ニュージーランド - Hobsonville Point Secondary School ニュージーランド |

| 種類 | 期間          | 定員   | 行先             | 学校                                     |
| ---- | ------------- | ------ | ---------------- | ---------------------------------------- |
| 長期 | 1年           | 2      | オーストラリア   | Citipointe Christian College             |
| 長期 | 7か月         | 2      | アメリカ         | Grand Rapids Christian High School       |
| 中期 | 3か月         | 2      | 韓国             | 昌原南高等学校                           |
| 中期 | 3か月         | 2      | オーストラリア   | Citipointe Christian College             |
| 中期 | 3か月         | 1      | オーストラリア   | St. Patrick's College                    |
| 中期 | 3か月         | 2      | ニュージーランド | Bethlehem College                        |
| 中期 | 1か月         | 2      | イギリス         | Woodbridge School                        |
| 中期 | 6週間         | 2      | オーストラリア   | St. Patrick's College                    |
| 中期 | 6週間         | 2      | タイ             | Roong Aroon School                       |
| 短期 | 3週間         | 15     | アメリカ         | Colorado College                         |
|      | 春休み 一週間 | 10～15 | 中国/ マレーシア | 南京外国語学校／ Wesley Methodist School |

## 交通
- 近江八幡駅より近江鉄道バス「ヴォーリズ学園前」下車（約15分）[要出典]

同学園は近江鉄道バスとの契約を交わしており、朝夕の通学時間帯に限り近江八幡駅・学園前間での直行便を通常便と合わせて運行している。また、駅から離れているところはスクールバスが通っており、その近辺に住んでいる多くの児童、生徒たちはそれを利用して通っている。スクールバスは近江兄弟社総合サービス有限会社が運行している。

## 著名な出身者
政治家
- 有村治子
- 細野豪志
- 徳永久志
- 有村國知

経済
- 林潤 - 奈良生駒高速鉄道社長、近畿日本鉄道専務取締役、土木学会理事

学者
- 池田克夫 - 情報工学者、京都大学名誉教授、筑波大学名誉教授
- 飯高京子 - 言語病理学者、東京学芸大学名誉教授、上智大学教授
- 木村晟 - 国語学者、駒澤大学名誉教授
- 平松隆円 - 教育学者、東亜大学准教授、京都教育大学講師
- 横谷哲也 - 工学者、金沢工業大学教授
- 尾崎清明 - 鳥類学者、山階鳥類研究所副所長、日本鳥学会会長、ヤンバルクイナ研究者

芸術・芸能
- 松居一代 - 元女優
- 岡林信康 - 歌手
- 佐賀龍彦 - 歌手
- 天華えま - 元宝塚歌劇団
- 桃井一至 - 写真家
- AZUKI七 - GARNET CROW
- 大野宏二朗 - リアクション ザ ブッタ
- 織田唯愛 - 女優、タレント
- 八木莉可子 - 女優、ファッションモデル
- 堀田真由 - 女優、ファッションモデル、タレント
- 井上港人 - BUGVEL
- 鶴房汐恩 - JO1
- 松崎莉沙 - 女優、歌手

スポーツ
- 伊藤みき - モーグル
- 福永祐一 - 騎手、調教師（競馬学校入学のため、高校は1年で中退）
- 乾友紀子 - アーティスティックスイミング
- 三和英樹 - 競輪選手
- 望月聖矢 - サッカー
- 前田高孝 - サッカー
- 安田裕信 - レーシングドライバー
- 福永裕基 - 野球（中学校のみ）

その他
- 亀谷凌雲 - 僧侶、プロテスタント牧師
- 清水安三 - 桜美林学園創立者

## 教職員・関係者
- 大島襄二 - 元・本校教員、文学博士、地理学者、文化人類学者。京都帝国大学卒業、同帝大大学院入学。関西学院大学名誉教授。昭和20年代、教鞭をとった。
- 高橋虔 - 旧制高等女学校時代の校長、戦後の共学化後も教鞭をとる。イェール大学大学院卒業、同志社大学教授
- 山室軍平 - 救世軍士官、牧師、清友園幼稚園の開園に貢献
- 西村関一 - 元・理事長
- 小林道夫 - 元・本校教員、ピアニスト、東京藝術大学客員教授
- スティーブン・リーパー - 国際コミュニケーションクラス、教育者
- 松田保 - 副学園長、日本サッカー協会委員
- 春日井敏之 - 高等学校教育顧問、教育心理学者、立命館大学教授